# Leon (Iloilo)
Leon (Bayan ng Leon) är en kommun i Filippinerna. Kommunen ligger på ön Panay, och tillhör provinsen Iloilo. Folkmängden uppgår till 43 729 invånare.

## Barangayer
Leon är indelat i 85 barangayer.
| - Agboy Norte - Agboy Sur - Agta - Ambulong - Anonang - Apian - Avanzada - Awis - Ayabang - Ayubo - Bacolod - Baje - Banagan - Barangbang - Barasan - Bayag Norte - Bayag Sur - Binolbog - Biri Norte - Biri Sur - Bobon - Bucari - Buenavista - Buga - Bulad - Bulwang - Cabolo-an - Cabunga-an - Cabutongan | - Cagay - Camandag - Camando - Cananaman - Capt. Fernando - Carara-an - Carolina - Cawilihan - Coyugan Norte - Coyugan Sur - Danao - Dorog - Dusacan - Gines - Gumboc - Igcadios - Ingay - Isian Norte - Isian Victoria - Jamog Gines - Lanag - Lang-og - Ligtos - Lonoc - Lampaya - Magcapay - Maliao - Malublub | - Manampunay - Marirong - Mina - Mocol - Nagbangi - Nalbang - Odong-odong - Oluangan - Omambong - Paoy - Pandan - Panginman - Pepe - Poblacion - Paga - Salngan - Samlague - Siol Norte - Siol Sur - Tacuyong Norte - Tacuyong Sur - Tagsing - Talacuan - Ticuan - Tina-an Norte - Tina-an Sur - Tunguan - Tu-og |